# Église Saint-Jean-Baptiste de Herve
L'église Saint-Jean-Baptiste est un édifice religieux catholique sis au centre de la commune de Herve dans la province de Liège (Belgique). Son clocher-tour massif qui date du XIIIe siècle est surmonté d'un des rares clochers tors recensés en Belgique.

## Historique
Cette église, dédiée à la Vierge-Marie et à Saint-Jean-Baptiste, est composée de deux éléments d'époques différentes: une tour massive datant du XIIIe siècle et le corps du bâtiment, bâti au XVIIe siècle. L'église primitive a été construite au XIIIe siècle à la place d'une ancienne chapelle, cette église était adossé au château fort de Herve et le chœur était orienté vers le nord. Les remparts de cette forteresse étaient entourés de fossés, Herve pouvait enfin être une ville car elle reçoit ce titre en 1270 par Waléran IV de Limbourg. La tour de l'église était le donjon de cette forteresse. Cette tour est le dernier vestige encore présent de l'église primitive, qui s’effondrait des séquelles des guerres avec les Espagnols en 1574, et qui a été remplacée par une autre église plus vaste au XVIIe siècle. Le chœur construit en 1653 est orienté vers l'est comme beaucoup d'églises, les nefs latérales et le transept datent de 1625 et 1626. La tour romane reçu une flèche avec quatre clochetons et une croix de 7 mètres de haut.
La cloche de l'ancienne église date de 1535 et est nichée dans le clocheton au sommet de la croisée des transepts.
Le cimetière entourait autrefois l'église mais a été déplacé vers la place Albert en 1885 puis vers la route de Soumagne en 1928.

## Architecture
La tour carrée romane datant du XIIIe siècle mesure 21 mètres et est surmontée d'une flèche du XVIIe siècle de 28 mètres recouverte d'ardoise , qui tourne de 1/8e de tour, de gauche à droite. Elle subit aussi un dévers de plus d'un mètre. La torsion serait due à un défaut de construction provoqué par des tassements provenant de la dessiccation des bois de la charpente. Le clocher a une hauteur totale de 56 mètres (avec la croix, 49 mètres sans celle-ci).En 1766 les quatre tourelles en encorbellement sont construites, celle-ci font 9 mètres de haut et sont surmontées d'un épi revêtu de feuilles d'or.
Les murs de la tour ont une épaisseur de 2,5 m à 3 m et possède des meurtrières, la tour faisant autrefois partie de la forteresse qui défendait la ville.L'ancienne porte du donjon est toujours présente au niveau du jubé.
L'église est construite en moellon de grès semés et de calcaire de la région de Herve, elle possède des chainages d'angle en calcaire taillé. Elle est constituée de quatre niveaux soulignés par des cordons moulurés.

### L'entrée
Juste au dessus de l'entrée principale de l'église, un portail classique avec au centre du tympan une niche pour une statue en bois de Notre-Dame remplacée par une copie en pierre car la vraie a été brisée, c'était un vestige de l'église primitive. Au-dessus du portail, une grande niche rectangulaire encadre un crucifix et les statues de Marie et de saint Jean, au pied de la croix. Les statues brisées à la Révolution française ont été remplacées en 1937.
Le Clocher Tors
L'église de Herve a un Clocher Tors mais à sa construction celui-ci ne l'était pas , le clocher serait devenu tors au fil du temps. Ce serait dû à plusieurs facteurs dont les bois de la charpente utilisés pour le clocher car c'étaient des vieux chênes de la région, les vents qui tourbillonnent autour du clocher et la détérioration de la dalle supportant la charpente.

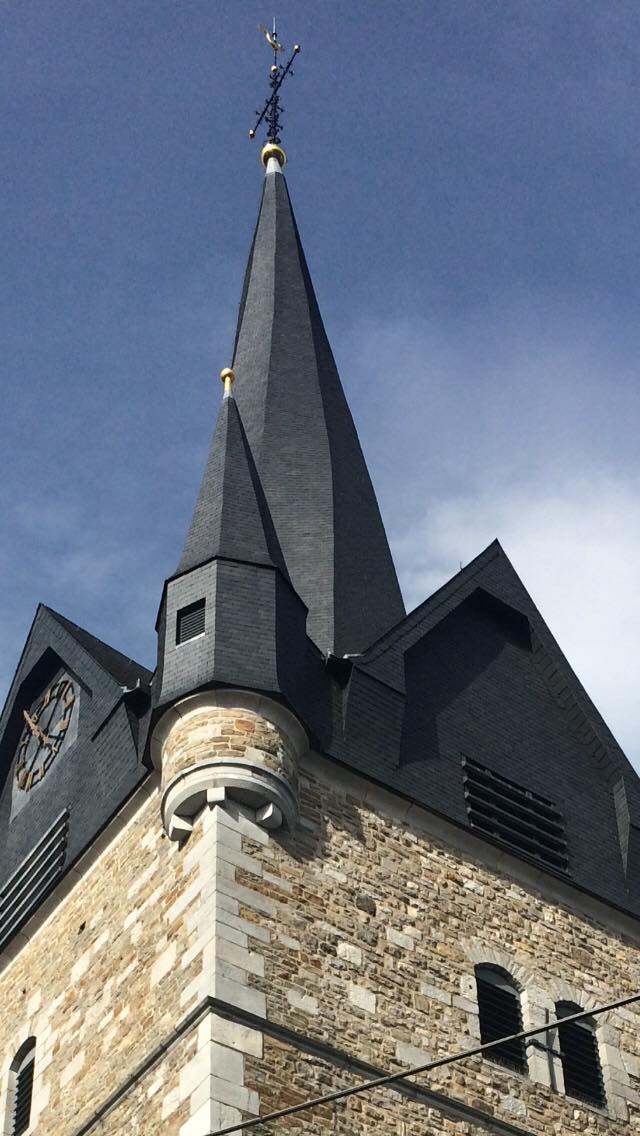
Le Clocher Tors de l'église
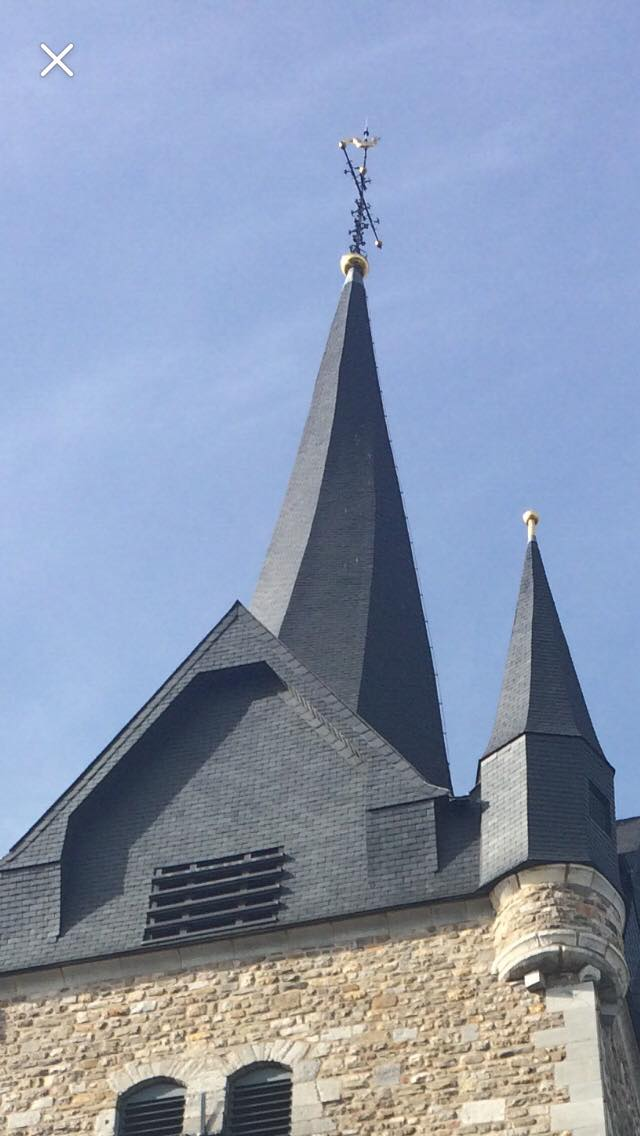

## Patrimoine
L'église renferme quelques œuvres remarquables :  
- des fonts baptismaux de style mosan datant de 1574,
- un orgue datant de 1672,
- un retable de 1720 représentant l'Assomption de la Vierge-Marie
- une chaire de vérité datant de 1739[1].